# Synsphyronus dewae
Espèce
Synsphyronus dewae est une espèce de pseudoscorpions de la famille des Garypidae.

## Distribution
Cette espèce est endémique d'Australie-Méridionale. Elle se rencontre vers Truro et Overland Corner.

## Description
La femelle holotype mesure 3,2 mm.
Les femelles mesurent de 3,0 à 4,2 mm.

## Étymologie
Cette espèce est nommée en l'honneur de Barbara Dew.

## Publication originale
- Beier, 1969 : Neue Pseudoskorpione aus Australien. Annalen des Naturhistorischen Museums in Wien, vol. 73, p. 171-187 (texte intégral).